# Lifou (ostrov)
Lifou (v místním jazyce Drehu) je největším, nejlidnatějším a nejvýznamnějším ostrovem z ostrovů Loyauté (Ostrovy věrnosti) na souostroví Nová Kaledonie, zámořském území Francie v Tichém oceánu. Ostrov se nachází východně od Austrálie a má celkovou rozlohu 1 207 km2.

## Historie
Ostrov byl objeven Francouzem Dumontem d'Urville v roce 1857. Krátce poté jej začali navštěvovat velrybáři a obchodníci a stal se cílem protestantských a katolických misionářů. V roce 1864 byly ostrovy prohlášeny za součást francouzského impéria, ale zároveň byly vyhlášeny jako domorodá rezervace, protože nebyly považovány za vhodné pro rozsáhlejší kolonizaci.

## Správa
Ostrov je součástí stejnojmenné obce v provincii Ostrovy Loyauté v Nové Kaledonii. Správní středisko obce se nachází ve Wé na východní straně ostrova v zátoce Chateaubriand. Místní měnou je CFP frank (francouzský tichomořský frank).

## Geografie
Ostrov Lifou má nepravidelný tvar o přibližné délce 81 km a šířce 24 km. Ostrov je plochý zcela bez kopců a řek, ovšem s bujnou vegetací, hustou džunglí, úrodnou půdou, útesy a korály.
Ostrov Lifou je bývalý korálový atol, který byl částí podmořské sopky. Zhruba před 2 mil. lety se ostrov zvedl nad hladinu v současné podobě (cca 60 m). Vodu na ostrov přinášejí deště, které naplňují tůně.

## Jídlo
V tichomořských vodách jsou hojně zastoupeny mnohé druhy ryb, krabů, humrů a želv, na pevnině se pak chovají zvířata jako jsou kozy, prasata a drůbež. Z plodin se pěstují kokosy, banány, taro, batáty, smldinec a vanilka.

## Ekonomika
Hlavním průmyslovým odvětvím na ostrově je cestovní ruch. Mezi hlavní vývozní artikly patří kopra, kaučuk, vanilka a cukrová třtina.

## Kultura
Z 19 různých kmenů (polynéského i melanéského původu) obývajících tři ostrovy Loyauté, jich šest žije na Lifou.
Současným tradičním nejvyšším náčelníkem ostrova je Evanes Boula, který od 13. června 1999 stojí v čele 13 ze všech ostrovních kmenů.